# Західна вулиця (Житомир)
Західна вулиця — вулиця в Богунському районі міста Житомира.

## Характеристики
Розташована в районі Мальованки, початок вулиці також на теренах Закам'янки. 
Бере початок з вулиці Скульптора Олішкевича. Прямує на північний захід. Завершується перехрестям з Березівською вулицею на відстані 1,8 км від свого початку. Має перехрестя з вулицями: Симона Петлюри, Святого Йоана Павла II, Кармелюка та Каховською. Від вулиці беруть початок провулки: 2-й, 3-й та 6-й Західні, Лікаря Бланка. Перехрестям з вулицею завершуються провулки: 1-й та 6-й Вишневі, Рівненський, Острозький, Корецький, Василя Стуса, 1-й та 4-й Каховські, Івана Багряного. 

## Історія
Вулиця та її забудова провулка почали формуватися на початку XX століття. Назву Західна вулиця отримала у зв'язку з тим, що була запроєктована як одна з периметральних вулиць навколо міської межі генеральними планами середини ХІХ століття та на початку XX століття стала найзахіднішою в тодішніх межах міста.
Станом на 1915 рік сформувалися три ділянки вулиці: початок — до 2-го Західного провулка; ділянка між нинішніми провулками 1-м Вишневим та Корецьким; кінець — між Північною вулицею (нині Березівська вулиця) та провулком Гаркавенка (не зберігся; проходив між нинішніми 1-м та 4-м Каховськими). Пролягала в передмістях Закам'янка, Мальованка.
Між Першою та Другою Світовими війнами сформувалася ділянка між нинішніми 2-м Західним та 1-м Вишневим провулками, здійснювалася забудова вздовж вулиці.
Вулиця та її забудова сформувалися до кінця 1960-х років.